# Waar (marxisme)
Een waar is, volgens de Marxistische ideologie, iets dat wordt geproduceerd om geruild te worden voor iets anders. In essentie is een waar een tastbaar object dat voorziet in menselijke behoeften. Om als waar te dienen, moet het product zijn vervaardigd om te worden geruild tegen andere goederen of diensten en moet het menselijke behoeften bevredigen. Niet alle producten vallen dus onder de noemer 'waar'. 
Karl Marx legde de nadruk op het idee van 'abstracte arbeid' als de bron van waarde in een kapitalistische economie. Het is de menselijke arbeid die wordt ingebracht in de productie van goederen en die de ruilwaarde ervan bepaalt. In een kapitalistisch systeem worden goederen geproduceerd voor de ruil op de markt, wat leidt tot een nadruk op winstmaximalisatie en het gebruik van arbeid als een ruilmiddel.
Daarnaast kritiseerde Marx het feit dat in een kapitalistische samenleving goederen niet worden geproduceerd om aan reële behoeften te voldoen, maar eerder voor winst, wat kan leiden tot vervreemding van arbeid en uitbuiting van arbeiders.

## Kenmerken van een waar
- Een waar heeft waarde dat de hoeveelheid menselijke arbeid vertegenwoordigt,
- een waar heeft gebruikswaarde. De waarde waarmee het de menselijke behoefte bevredigt.
- een waar heeft ruilwaarde. De ruilbaarheid van de waar tegenover andere waren.